# Sorgenfri Kirkegård
Sorgenfri Kirkegård er en kommunal kirkegård der ligger i Sorgenfri og tjener Lyngby-Taarbæk Kommune.
Lyngby Gamle Kirkegård omkring kirken i Kongens Lyngby var den eneste begravelsesplads i Lyngby Sogn op til midten af 1800-tallet.
Med et voksende befolkningstal blev Lyngby Assistent Kirkegård indviet  1851 ikke langt sydøst fra kirken. 
Omkring århundredeskiftet havde man planer om en yderligere assistenskirkegård mellem de to kirkegårde men valgte i stedet at anlægge Sorgenfri Kirkegård et stykke nordvest for kirken i 1903.
Den er siden blevet udvidet flere gange.
Den ældste del ligger ved Lottenborgvej umiddelbart vest for Lottenborg. Indenfor står et kapel fra 1905. Foran kapellet står en statur af en sørgende kvinde, der er udført af Olga Wagner.
Det prisbelønnede byggeri Skovbrynet Lyngby ligger som nabo.

## Kende personer begravet på kirkegården
| Grav                      | Levetid   | Profession                           | Ref |
| ------------------------- | --------- | ------------------------------------ | --- |
| Arthur Arnholtz           | 1901–1973 | forfatter, lingvist                  | Ref |
| Jørgen Bo                 | 1919–1999 | Arkitekt                             | Ref |
| Sven Sophus Elskær        | 1926–1984 | Møbeldesigner                        | Ref |
| Kaj Engholm               | 1906–1988 | Illustrator                          | Ref |
| Hans Fuglsang-Damgaard    | 1890–1979 | Biskop                               | Ref |
| Mogens Glistrup           | 1926–2008 | Politiker                            | Ref |
| Olaf Hagerup              | 1889–1961 | Botaniker                            | Ref |
| Ole Harkjær               | 1917–2002 | Politiker                            | Ref |
| Niels Helweg-Larsen       | 1911–2008 | Udgiver og forfatter                 | Ref |
| Svend Høhsbro             | 1911–1998 | Arkitekt                             | Ref |
| Aksel Jørgensen           | 1883–1957 | Maler                                | Ref |
| Erik Kofoed-Hansen        | 1897–1965 | Fægter                               | Ref |
| Claus Kähler              | 1918–2002 | Erhvervsmand, ingeniør og forfatter  | Ref |
| Aage Lippert              | 1894–1969 | Illustrator                          | Ref |
| Aage Lundvald             | 1908–1983 | Illustrator, cartoonist and composer | Ref |
| Ivar Nørgaard             | 1922–2011 | Politiker                            | Ref |
| Kirsten Passer            | 1930–2012 | Skuespiller                          | Ref |
| Mikael Pasternak          | 1895–1967 | Illustrator og maler                 | Ref |
| Erik Piper                | 1745–1827 | Politiker                            | Ref |
| Carl Schepler             | 1870–1942 | Købmand og grundlægger af Irma       | Ref |
| Erik Seidenfaden          | 1881–1958 | Arkæolog og søofficer                | Ref |
| Keld Sengeløv             | 1953–2006 | Generaldirektør for DSB              | Ref |
| Niels Verner Skak-Nielsen | 1922–2013 | Økonomom og nationalstatistiker      | Ref |
| Niels Skovgaard           | 1858–1938 | Maler og billedkunstner              | Ref |
| Bi Skaarup                | 1952–2014 | Arkæolog og madhistoriker            | Ref |
| Thorkil Vesth             | 1952–2014 | Pianist og komponist                 | Ref |
| Olga Wagner               | 1873–1963 | Billedhugger                         | Ref |
| Sigfried Wagner           | 1874–1954 | Billedhugger                         | Ref |